# Овсеенков
Овсеенков — поселок в Клинцовском районе Брянской области, в составе Смотровобудского сельского поселения.

## География
Находится в западной части Брянской области на расстоянии приблизительно 11 км на восток-юго-восток по прямой от железнодорожного вокзала станции Клинцы.

## История
Возник во второй половине XVIII века как хутор полкового канцеляриста Фомы Овсеенка на территории Новоместской сотни Стародубского полка. В XIX веке также назывался Зарамановск и Зароманск. В 1859 году здесь (хутор Новозыбковского уезда Черниговской губернии) учтено было 15 дворов, в 1892 (уже Зарамановск)—26.

## Население
Численность населения: 52 человека (1859), 127 человек (1892), 105 человек (2002), 84 человека (2010), 75 человек (2013).
Будет упразднен как фактически не существующий в связи с переселением всех жителей на постоянное место жительства в другие населённые пункты